# Claude Davis
Claude Davis (ur. 6 marca 1979 w Kingston) – jamajski piłkarz występujący na pozycji środkowego obrońcy w Rotherham United, reprezentant kraju.

## Kariera Klubowa

### Portmore United
Davis karierę rozpoczynał w Portmore United w roku 2000. W sezonie 2002/2003 zdobył z tym klubem mistrzostwo Jamajki, po czym, w lipcu 2003 roku podpisał kontrakt z Preston North End.

### Preston North End
Początkowo w drużynie Preston North End Davis przebywał na wypożyczeniu (sezon 2003/2004), a następnie definitywnie wykupiony w marcu 2004 roku. W następnych rozgrywkach o miejsce w składzie rywalizował z Chrisem Luckettim oraz Youla Mawéné, sezon zakończył z 38 ligowymi występami, wliczając w to mecze play-off, które Preston przegrał z West Ham United. W następnych rozgrywkach Davis był jednym z podstawowych zawodników swojej drużyny, przyczynił się także do 24 czystych kont drużyny. Wybrany został także graczem roku. Preston ponownie grał w meczach play-off.

### Sheffield United
14 czerwca 2006 roku podpisał czteroletni kontrakt z Sheffield United za 2,5 miliona funtów, z czego 500 tysięcy miało być oparte na jego meczach. W sierpniu w towarzyskim meczu z Notts County doznał kontuzji. W drużynie „The Blades” występował przez jeden sezon, w tym czasie zaliczył tam 21 ligowych występów.

### Derby County
6 lipca 2007 roku podpisał kontrakt z Derby County, za porozumieniem Davisa z Sheffield United, lecz musiał postarać się o pozwolenie o pracę co mu się udało i podpisał czteroletni kontrakt. Jamajczyk nie był oficjalnie zarejestrowany jako ligowy gracz drużyny do 25 lipca, a powodem opóźnienia na pozwolenie był brak procentu wymaganych meczów, aby móc grać, które stracił z powodu wcześniejszej kontuzji. Swój debiutancki sezon w drużynie Sheffield zakończył z 19 występami.
Na początku lutego 2009 roku został wypożyczony do Crystal Palace.

### Crystal Palace
W ostatnim dniu okienka transferowego w 2009 roku Davis podpisał dwuletni kontrakt z Crystal Palace.

## Reprezentacja
Davis w reprezentacji swojego kraju zadebiutował w roku 1999. Dotychczas zaliczył w niej niemal 60 występów oraz zdobył dwie bramki.